# Oruza lacteicosta
Oruza lacteicosta är en fjärilsart som beskrevs av George Francis Hampson 1897. Oruza lacteicosta ingår i släktet Oruza och familjen nattflyn. Inga underarter finns listade i Catalogue of Life.